# Gryllopsis lamottei
Gryllopsis lamottei är en insektsart som beskrevs av Lucien Chopard 1954. Gryllopsis lamottei ingår i släktet Gryllopsis och familjen syrsor. Inga underarter finns listade i Catalogue of Life.